# Strathkinness
Strathkinness è un piccolo villaggio del Fife, Scozia, Regno Unito, situato a circa km 5 ovest da St Andrews.
Caratteristica del villaggio è la presenza nel suo centro di un campo agricolo, destinato, dal 2008, a sviluppo urbanistico.